# LDK the Beauty
LDK the Beauty（エルディーケー・ザ・ビューティ）は、晋遊舎から発売されている婦人向け生活雑誌である。月刊誌で、毎月22日発売。

## 概要
2015年8月19日に同社『LDK』の増刊としてムックとして創刊。2017年8月23日には月刊誌になった（創刊号は10月号）。
雑誌コンセプトは"テストする美容雑誌"で、化粧水、口紅、プチプラアイテムなどコスメに関係するテーマを取り上げて比較検証している。同社が発行する『MONOQLO』や『家電批評』と同じように、おすすめ商品には「ベストバイ」、逆におすすめできない商品には「ワーストバイ」などの認証マークを付けている。
晋遊舎社内にある検証専用ラボ「LAB.360」にて、検証を行っている。
誌面で「ベストバイ」として掲載された製品は、企業側が認証マークを使用できる認証ビジネスにも広がっている。

## 連載
- 想色ネイル
- ホットピBeauty調査室
- 話題のあの人を連れてきました。
- イケメンコンビニスイーツ図鑑
- あなたにわたしにPetit GIFT
- さきどりeye
- 週末レスキューごはん
- エルビューサロン
- 読者プレゼント